# Millennium 2.2
Pour les articles homonymes, voir Millennium.
Millennium 2.2 est un jeu vidéo de gestion de ressources se déroulant dans l'espace. Développé par Ian Bird, il est sorti en 1989 sur Atari ST, Amiga et un peu plus tard sur PC (MS-DOS). Sa suite, Deuteros, plus ambitieux et difficile, est aussi le plus connu des deux.
La version MS-DOS se nomme Millennium: Return to Earth.

## Trame
Une météorite de vingt millions de tonnes entre en collision avec la Terre, rendant celle-ci inhabitable. Les survivants de la race humaine sont alors divisés entre les deux colonies installées sur la Lune et Mars (où les humains sont devenus des mutants hostiles). Le joueur incarne le commandant de la colonie lunaire et son but est d'assurer la survie de l'humanité. Pour cela, il doit explorer le système solaire à la recherche d'autres planètes ou astres colonisables, afin en dernier lieu d'établir à nouveau la vie sur la Terre. Il doit lutter, dans cette quête, contre les Martiens qui souhaitent eux aussi coloniser la Terre, ce qui rend la guerre inévitable.

## Système de jeu
Les principes de base du jeu sont ceux de la gestion de ressources et de la recherche de nouvelles technologies : nouveaux types de vaisseaux, améliorations des bases, recherche médicale, etc. Le jeu inclut également un mini-jeu de combat spatial en 3D faces pleines qui se déclenche à chaque attaque d'une base par les Martiens.

## Accueil
- The Games Machine : 87 % (Atari ST)[1]